# Alexander Kurzbach
Alexander Kurzbach (* 10. Oktober 1991 in Hildesheim; † 9. November 2014 bei Borsum) war ein deutscher Volleyballspieler.

## Karriere
Kurzbach begann seine sportliche Karriere beim heimatlichen SV Groß Düngen. Von dort wechselte der Mittelblocker zum MTV 48 Hildesheim und später zum Regionalligisten MTV Salzdahlum. 2010 verpflichtete der Zweitligist USC Braunschweig den Nachwuchsspieler. 2011/12 spielte Kurzbach beim Bundesligisten TV Bühl. Anschließend kehrte er zurück zum USC Braunschweig, mit dem er 2014 in die zweite Bundesliga aufstieg. Danach wechselte er zum Ligakonkurrenten TSV Giesen/Hildesheim. Am Abend des 9. November 2014 starb Kurzbach bei einem Verkehrsunfall zwischen Borsum und Asel.